# Greußen
Greußen (pronunciación en alemán: /ˈɡʁɔɪ̯sn̩/ⓘ) es un municipio situado en el distrito de Kyffhäuser, en el estado federado de Turingia (Alemania), a una altitud de 160 metros. Su población a finales de 2016 era de unos 3600 habitantes y su densidad poblacional, 190 hab/km².
Se encuentra ubicado a poca distancia al sur de la frontera con el estado de Sajonia-Anhalt.